# انبساط جهان

نمایش انبساط در نان کشمشی. با دوبرابرشدن اندازهٔ نان، فاصلهٔ بین کشمش‌ها نیز دوبرابر می‌شود.

انبساط جهان اگر یک بادکنک خالی از باد را فرض کنیم و روی آن نقاطی را رسم کرده و سپس بادکنک را باد کنیم مشاهده می‌کنیم که هرچه حجم بادکنک بیش‌تر شود، فاصله نقاط از یکدیگر افزایش می‌یابد. این مفهومِ جهان در حال انبساط است. انبساط جهان به معنی افزایش فاصلهٔ متریک بین اجسام جهان با گذشت زمان است. این انبساط درونی است، یعنی به فاصلهٔ نسبی بین اجزای جهان برمی‌گردد، و به معنی حرکت اجسام به سمت فضای بیرون نیست. انبساط جهان از ویژگی‌های مهم کیهان‌شناسی مهبانگ است و ریاضیات آن با متریک FLRW و نظریه میدان اسکالر برای توضیح فرم شتابدار آن توصیف می‌شود.
بخشی از این انبساط به خاطر اثر ماند (اینرسی) است (یعنی انبساط کنونی به خاطر این است که جهان در گذشته منبسط می‌شده‌است). بخش دیگر به خاطر نیروی رانش ناشناخته‌ای است که شاید از یک ثابت کیهان‌شناسی یا انرژی تاریک آمده باشد. بخش نخست در جهان آغازین اثر مهم‌تری بوده‌است، و مدل لامبدا-سی‌دی‌ام پیش‌بینی می‌کند که در آینده ثابت کیهان‌شناسی یا انرژی تاریک اثر مهم‌تری باشد. هم‌اینک هر دو عامل اثر کم‌وبیش برابری دارند.
انبساط جهان به سرعت‌های بالاتر از سرعت نور می‌انجامد که برای تازه‌واردان و گاهی فیزیک‌پیشگان حرفه‌ای گمراه‌کننده است. ولی سرعت‌های بیشتر از c در انبساط جهان با نظریه نسبیت خاص ناسازگاری‌ای ندارد. به طورکلی سه گونه مختلف از جهان در حال انبساط معرفی و گمان زده شده‌است که هر کدام سرنوشتی متفاوت را برای جهان توصیف می‌کند. مدل اول جهان باز است که تا ابد و در طی دوره زمانی نامحدودی منبسط می‌شود. مدل دوم جهانی را توصیف می‌کند که مسطح است. این بدان معناست که جهان منبسط می‌شود و تا بی‌نهایت این روند ادامه دارد، اما سرعت انبساط آن مدام به صفر نزدیک می‌شود؛ و بالاخره مدل سوم جهانی است که جهان بسته نامیده می‌شود. در این جهان انبساط در مدت زمانی محدود ادامه پیدا کرده و پس از به انتها رسیدن آن جهان به جمع شدن در خود و متلاشی شدن روی می‌آورد و احتمالاً پس از متلاشی‌شدن آماده انفجار بزرگی دیگر می‌گردد.
انبساط جهان حقیقتی است که مدت‌ها است به اثبات رسیده‌است. اما مشکلی که در اندازه‌گیری فاصلهٔ کهکشان‌ها، مستقل از قرمزگرایی آن‌ها، وجود دارد به حدی است که تعیین نرخ کنونی انبساط، ثابت هابل، به یک فرایند طاقت‌فرسا و طولانی در ۵۰ سال گذشته تبدیل شده‌است. با وجود این، در نتیجه تلاش‌ها، شامل پروژهٔ کلیدی تلسکوپ فضایی هابل، و به‌طور کلی‌تر، از ترکیب مجموعهٔ وسیعی از شواهد که مدل استاندارد کیهان‌شناسی را پشتیبانی می‌کنند، امروزه به نظر می‌رسد با خطایی کمتر از ۲۰٪، و با اطمینان ۹۵٪، می‌توان اعتقاد داشت که {\displaystyle h\simeq 0{\mathsf {/}}7} است.

## نسبیت اینشتین

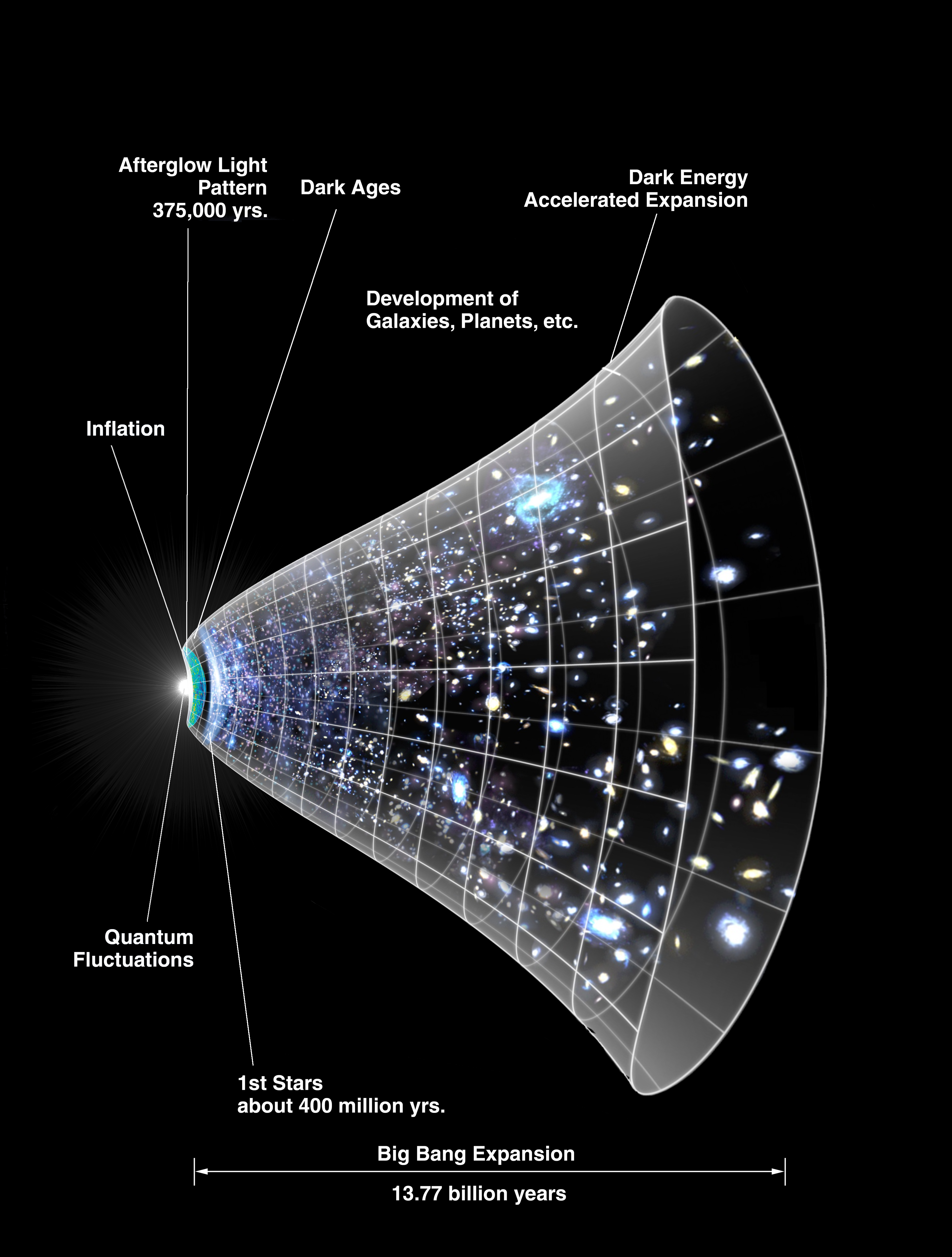
خط زمانی جهان

نظریه نسبیت اینشتین می‌گوید سرعت نور که ۳۰۰٬۰۰۰ کیلومتر بر ثانیه است، بیشترین سرعتی است که هر جسم مادی می‌تواند داشته باشد. رسیدن به سرعت نور انرژی بسیار بسیار زیادی می‌خواهد. به دلیل تورم ناگهانی کیهان در لحظه مهبانگ و همچنین در اثر انرژی تاریک شتاب انبساط کیهان ما (راه شیری) افزایش می‌یابد، بیشتر کهکشان‌ها در کیهان در حال دور شدن از ما هستند؛ کهکشان ما نیز به همین دلیل در حال دور شدن از سایر کهکشان‌هاست، اگر این اتفاق نیفتد کهکشان‌ها به دلیل گرانش متقابل خود یکدیگر را خواهند بلعید. همین که شما به کهکشان‌های دورتر و دورتری نگاه می‌کنید آن‌ها چنین به نظر می‌رسند که با سرعت بیشتر و بیشتری در حال دور شدن هستند. پس در آخر ممکن است که چنین وانمود کنند که در حال دور شدن با سرعتی بیش از سرعت نور هستند. در این نقطه است که نوری که از کهکشان دور دست جدا می‌شود هیچ وقت به ما نخواهد رسید. زمانی که این اتفاق بیفتد، کهکشان دور دست فقط دورتر و دورتر خواهد شد در حالی که آخرین فوتون‌هایش را به سمت زمین می‌فرستد؛ اما پس از مدتی ما دیگر وجود آن کهکشان را تشخیص نخواهیم داد. این چنین به نظر می‌رسد که نظریه نسبیت اینشتین کارایی خود را از دست داده‌است اما اینطور نیست؛ کهکشان‌ها به خودی خود به این سرعت در فضا حرکت نمی‌کنند، این فضا - زمان است که در حال انبساط است، و کهکشان‌ها بر روی آن در حال حرکت هستند. تا زمانی که کهکشان سعی در حرکت در فضا با سرعت زیاد را نداشته باشد، هیچ قانون فیزیکی نقض نخواهد شد. یک تأثیر طولانی مدت انبساط کیهان این است که در طول ۳ تریلیون سال دیگر بیشتر کهکشان‌ها سرعتی بیش از سرعت نور خواهند داشت و از افق دید ما محو می‌شوند.